# Ton, Trento
Ton är en kommun i provinsen Trento i regionen Trentino-Sydtyrolen i Italien. Kommunen hade 1 305 invånare (2018).